# Apabhramsha
Apabhramsa (Sanskrit अपभ्रंश apabhraṃśa „verdorbene Sprache“) ist ein Oberbegriff für diejenigen indoarischen Sprachen, die in ihrer sprachgeschichtlichen Entwicklung zwischen den Prakrits und den neuindoarischen Sprachen liegen. Sie wurden etwa in der zweiten Hälfte des 1. Jahrtausends gesprochen.
Die Apabhramsa-Sprachen stellen sprachlich eine Übergangsform zwischen den mittel- und neuindoarischen Sprachen dar. Sie haben das alte flektierende System fast völlig verloren und bereits begonnen, neue analytische Ausdrucksmittel für grammatikalische Beziehungen herauszubilden. Die wichtigste Apabhramsa-Sprache ist das in Gujarat gesprochene Nagara-Apabhramsa. Als Literatursprache war das Apabhramsa aber in ganz Indien verbreitet und spiegelt zum Teil lokale Dialekteigenheiten wider. Der Grammatiker Hemacandra beschrieb im 11. – 12. Jahrhundert die Apabhramsa-Formen Gujarats und Rajasthans.
Die wichtigsten Apabhramsa-Sprachen sind:
- Nagara-Apabhramsa (in Gujarat)
- Saurasena-Apabhramsa (Vorläufer des modernen Hindi)
- Takka- und Upanagara -Apabhramsa (Vorläufer des modernen Panjabi)
- Avantya-Apabhramsa (Vorläufer des modernen Rajasthani)
- Gaurjara-Apabhramsa (Vorläufer des modernen Gujarati)
- Ardhamagadha-Apabhramsa (Vorläufer des modernen Osthindi)
- Magadha-Apabhramsa (Vorläufer des modernen Bihari)
- Prachya- oder Gauda-Apabhramsa (Vorläufer des modernen Bengali und Asamiya)
- Audra- oder Autkala-Apabhramsa (Vorläufer des modernen Oriya)
- Viadarbha- oder Dakshinatya-Apabhramsa (Vorläufer des modernen Marathi)